# 水野哲夫
水野 哲夫（みずの てつお、1949年12月11日 - ）は日本の実業家。大阪府出身。京都大学卒業。元アルファドリーム代表取締役社長。元スクウェア代表取締役社長・会長。

## 略歴
1991年、宮本雅史の後を継ぎスクウェア代表取締役社長に就任。以降、SFCを中心とした人気タイトルの製作指揮、株式の店頭公開と黄金期の同社を経営面から支える。
1996年、デジキューブ設立などに合わせ、社長職を当時社長室長を務めていた武市智行に譲り、同社会長に就任する。
1998年、スクウェアを退社。2000年に藤岡千尋など元スクウェアのスタッフと共にアルファドリームを設立。2010年頃まで代表取締役社長を務めた。

## 製作作品

### スクウェア
- ファイナルファンタジーV
- 半熟英雄 ああ、世界よ半熟なれ…!!
- 聖剣伝説3
- ロマンシング サ・ガ2
- ファイナルファンタジーVI
- FRONT MISSION
- クロノ・トリガー
- ロマンシング サ・ガ3
- バハムートラグーン
- FRONT MISSION SERIES GUN HAZARD
- ルドラの秘宝
- トレジャーハンターG
- トバルNo.1
- ファイナルファンタジーVII
- ブシドーブレード
- ファイナルファンタジータクティクス
- FRONT MISSION2
- アインハンダー
- ゼノギアス
- パラサイト・イヴ

### アルファドリーム
- コトバトル 天外の守人
- トマトアドベンチャー
- とっとこハム太郎4
- マリオ&ルイージRPG
- マリオ&ルイージRPG2
- マリオ&ルイージRPG3!!!
- マリオ&ルイージRPG4 ドリームアドベンチャー
- マリオ&ルイージRPG ペーパーマリオMIX
- マリオ&ルイージRPG1 DX
- マリオ&ルイージRPG3 DX